# Comunitat Minera Olesana

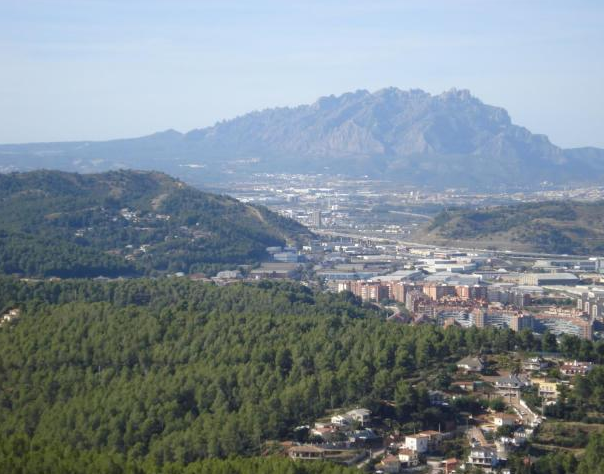
Olesa de Montserrat

La Comunitat Minera Olesana, també coneguda com ‘La cooperativa de l'aigua', és una societat no lucrativa, de caràcter social cooperatiu, que dedica la seva activitat a la captació, potabilització, tractament, impulsió i distribució d'aigua potable a tot el terme municipal d'Olesa de Montserrat. Es tracta de l'única cooperativa de Catalunya que disposa de la concessió pública per abastir d'aigua a tot un municipi. A la resta de localitats catalanes, la concessió resideix en organismes públics, empreses privades o serveis de gestió mixta entre ambdues parts.

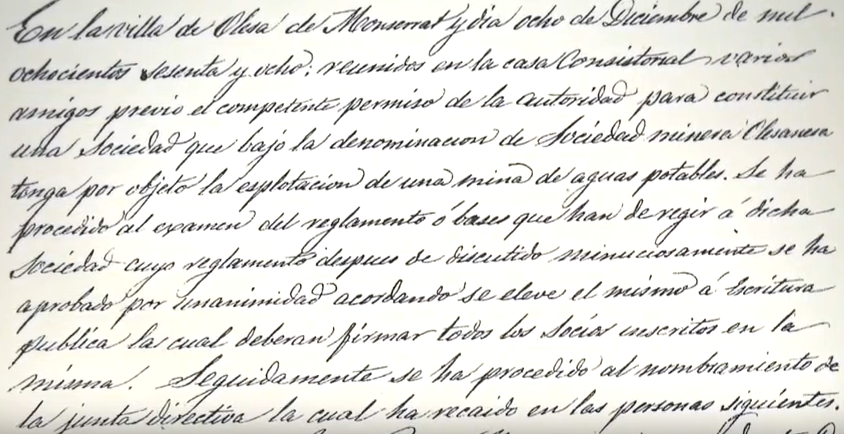
ragment de l'acta fundacional de la Comunitat Minera Olesana

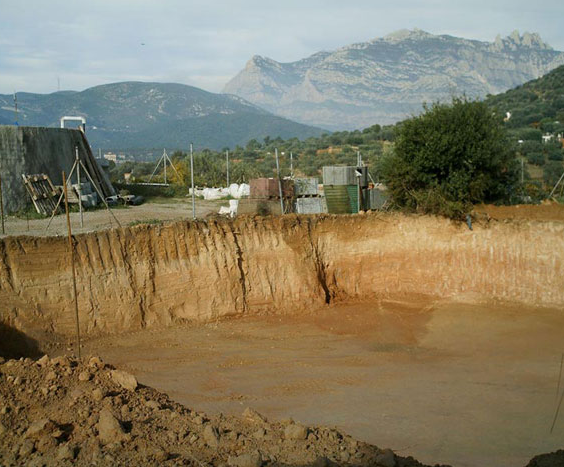
Millora d'instal·lacions de la Comunitat

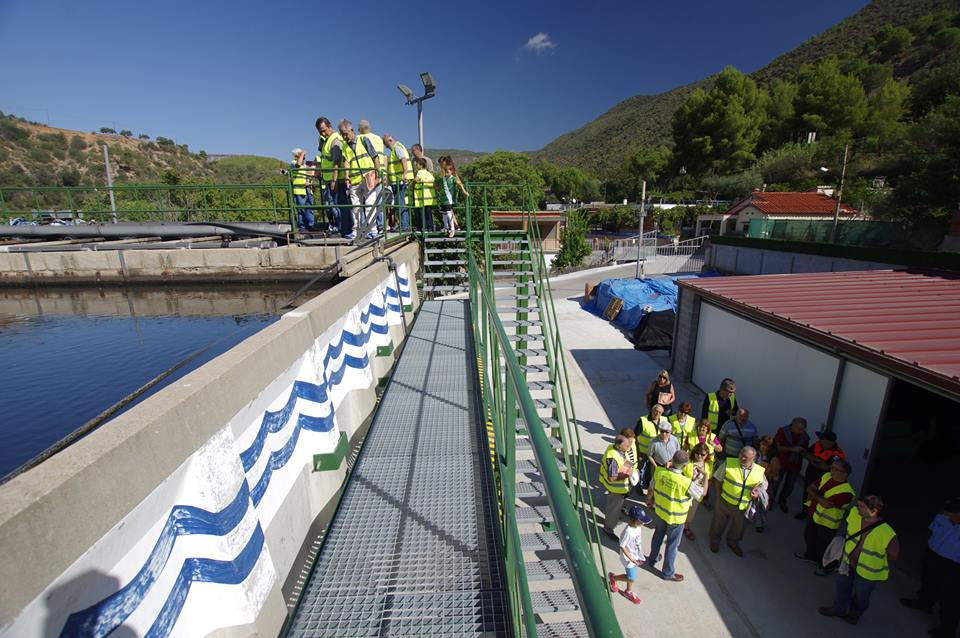
Jornada de portes obertes a la Comunitat Minera Olesana

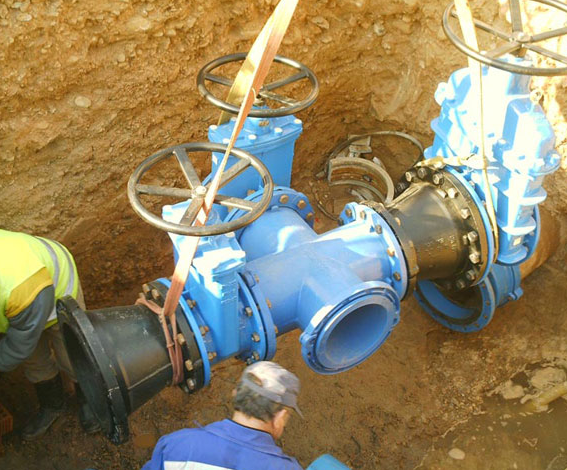
Subministrament d'aigua de la Comunitat Minera Olesana

Amb dades de 2020, la Comunitat Minera Olesana compta amb 10.300 socis, 11 treballadors i realitza 11.190 subministraments a la vila olesana. Des del mes de gener de 2016, forma part del grup de cooperatives Grup Clade.
La toponímia d'Olesa compta amb diverses teories que es refereixen al seu significat com un lloc «amb abundància d'aigua».

## Història[4]
En 1859 l'Ajuntament d'Olesa aprova la creació de la Junta de la Fuente de la Plaza de la Constitución (l'actual Plaça de les Fonts), un organisme encarregat de vetllar per la distribució de l'aigua que brollava de l'actual Plaça de les Fonts i modernitzar l'estètica de l'espai, i en 1868 neix la “Sociedad Minera Olesanesa”, amb l'objectiu d' abastar d'aigua la vila d'Olesa de Montserrat, portant aigua del Torrent de les Valls i Creu de Beca fins un dipòsit de distribució, per mitjà d'una galeria de 780 metres lineals. El projecte es declarat d'interès públic per l'Ajuntament, en 1872 acaben les obres a la mina de la Creu de Beca i es posa en servei el primer dipòsit general i en 1902 queda acabat el dipòsit regulador, dissenyat pel mestre d'obres modernista Pau Riera i Galtés.
En 1923 es decideix anar al “Molinet del Mas de les Aigües”, situat al final del Torrent de Creu de Beca, tocant el riu, per culpa de la poca aportació de la Mina i el creixement de la demanda d'aigua. S'acorda amb la propietat del Molinet del Mas, arrendant uns terrenys, fer-hi un pou i extreure aigua subàlvia de la llera del riu. L'aigua s'elevarà mecànicament fins l'entrada de la mina del torrent de la Creu de Beca i serà barrejada amb la que arribava del torrent. En 1934 s'inicia l'arrendament per portar l'aigua de Can Tobella, en 1943 es construeixen nous pous i entren en funcionament dos grups d'electrobombes centrífugues al “Molinet del Mas” 
En 1945 s'aprova construir un dipòsit regulador de 35.000 litres d'aigua a Can Tobella i en 1946 es compra la propietat del “Molinet de Mas” on hi fixa l'Estació de Tractament d'Aigua Potable (ETAP), de la qual avui gaudeixen tots els olesans i olesanes. En 1968 es connecta la sortida de l'aigua tractada de l' ETAP amb el Dipòsit del carrer Conflent (1902) i l'eixample d'Olesa. L'aigua de l'ETAP ja no va al Pou del Torrent de Creu de Beca. Aquesta obra va ser tant important com la construcció de la Mina i va ser essencial per poder donar resposta al creixement de la població, dels serveis i de la indústria al municipi. Actualment aquesta obra és l'artèria de distribució de la xarxa de subministrament. En 1978 es perfora un nou pou a la zona del Mas.
En 1985 la Llei de Règim Local del 1985, obliga als Ajuntaments a donar el serveis d'aigua potable, fent-ho de manera directa o indirecta. La CMO va haver de demanar a l'Ajuntament l'atorgament de la concessió administrativa integral del servei de l'aigua que venia oferint des de 1868. En 1993 s'obren nous pous a l'ETAP El Mas de les Aigües. En 1993 es formalitza la constitució de la societat cooperativa de consumidors i usuaris amb el nom de Comunitat Minera Olesana S.C.C.L. Aquesta transformació facilita a la CMO obtenir l'atorgament de la Concessió Administrativa del servei integral de l'aigua. En 1995 es connecta el Dipòsit de Creu de Beca amb la xarxa del Collet de Sant Joan. D'aquesta manera, queda anul·lada l'estació elevadora del carrer Pompeu Fabra. En 1997 el Ple de l'Ajuntament d'Olesa adjudica a la Comunitat l'Explotació Integral del Servei Municipal d'Abastament i Distribució d'Aigua Potable al municipi, per 49 anys. En 1998 s'enllesteix un nou dipòsit a La Balconada, amb capacitat per a 500 m3 d'aigua per donar subministrament a la nova urbanització. En 1999 s'inaugura un dipòsit de 1.000 m3 a Les Ribes Blaves per millorar i assegurar el servei a la zona. En 2001 s'acaba la construcció del dipòsit de reserva de 5.000 m3, que es connecta amb el de distribució Les Planes, al carrer Conflent. En 2006 un nou dipòsit de 1.250 m3 a la Creu de Beca, connecta amb l'existent, de 800m3, per assegurar el subministrament de les Planes, el Collet de Sant Joan i La Balconada.
En 2008 es constitueix l'Entitat de Dret Públic anomenada Cubeta d'Abrera formada per tots els usuaris de la zona compresa entre el Cairat i el Pont del Diable amb objectiu de controlar la gestió dels usos i quantitats de l'aigua extreta del riu. En 2011 s'inaugura les noves oficines d'atenció als socis i sòcies, així com la nova seu social al carrer Alfons Sala, 42. En 2012 es construeix un quart pou amb mina de captació d'aigua amb capacitat per extreure 300m3 d'aigua cada hora. En 2012 s'inicia l'elaboració del projecte “Olesa, aigua del segle XXI” per aprofitar tots els recursos locals preveient els efectes adversos del canvi climàtic. En 2012 l'Agència Catalana de l'Aigua (ACA) atorga a la CMO una concessió de 8.000 m3/dia d'extracció d'aigua del riu Llobregat a l'ETAP del Mas de les Aigües. En 2014 es remodela la Font i Placeta de Can Carreras. En 2014 se substitueixen les xarxes d'aigua de molts carrers, especialment del Nucli Antic. En 2015 es recupera l'entorn i la Font de Can Soler. En 2016. Neix Aigua.coop per ajudar aquells col·lectius, emprenedors i ajuntaments que vulguin adoptar el sistema cooperatiu en la gestió de l'aigua. En 2016. S'inaugura la Font de la Rutlla.

### Celebració del 150è aniversari de la fundació
El darrer trimestre de 2018, la cooperativa va donar el tret de sortida a la celebració dels seus 150 anys d'història, durant els quals ha aconseguit adaptar-se a totes les circumstàncies que han anat sorgint per mantenir sempre un servei d'aigua de la millor qualitat possible pensant en tots els olesans i les olesanes.
Concretament, els actes van començar el 22 de setembre de 2018, amb la celebració del Dia del Cooperativista, que va incloure una visita guiada a l'ETAP Mas de les Aigües. El 20 d'octubre, el local social de la CMO va acollir una Assemblea Extraordinària commemorativa del 150è aniversari i al cap d'un mes, el 23 de novembre, també la presentació del llibre commemoratiu dels 150 anys, titulat “Recull històric de l'aigua a Olesa. 150 anys de la fundació de la Sociedad Minera Olesanesa”, escrit per Jaume Morera Guixà.
Els actes van continuar el mes de desembre d'ara fa un any. L'1 de desembre de 2018 es va celebrar l'Acte Institucional del 150è aniversari a la Sala Teatre d'El Casal d'Olesa de Montserrat; el 8 de desembre, es va celebrar una ballada de sardanes a la Plaça de la Sardana del municipi; i el 16 de desembre, La Passió d'Olesa es va omplir de gom a gom per assistir al concert gratuït que hi va oferir l'Orquestra Simfònica del Vallès, amb un repertori conformat per les bandes sonores de les pel·lícules més mítiques de la història del cinema recent.
El mes de març de 2019, la celebració del 150è aniversari va continuar amb l'exposició “Aigua i economia social: 150 anys de la Comunitat Minera Olesana”, organitzada conjuntament per la CMO i l'Ajuntament d'Olesa de Montserrat i que es va poder visitar gratuïtament de l'1 de març al 31 de març a la Sala d'Exposicions de la Casa de Cultura.
La celebració es va cloure amb l'exposició pictòrica "Olesa i l'aigua", del pintor olesà Pere Bernadó. Durant l'exposició, que es va inaugurar el 14 de febrer de 2020 i que es va poder visitar fins al 8 de març de 2020, es van sortejar dues de les obres de Bernadó amb la participació de prop de mig miler de persones.

## La gestió de l'aigua[calcitació]
La gestió de l'aigua al municipi per part de la Comunitat Minera Olesana és integral, en disposar de la concessió de l'Ajuntament per a realitzar aquest servei. Per tant, l'activitat de la cooperativa va des de la captació al tractament i la distribució per ús domèstic, agrícola o industrial.
L'aigua es capta de forma majoritària del riu Llobregat mitjançant tres pous principals d'extracció. La captació del riu es complementa amb les extraccions d'una mina. Un cop captada, l'aigua passa a una planta potabilitzadora, on entra en un procés de filtratge previ a la distribució.
Amb la utilització de la tecnologia, la Comunitat sempre millora els processos per tal que siguin el més sostenibles i eficients possible. Aquest procés permet, per exemple, que es produeixin el menor nombre de subproductes que puguin afectar la salut. El resultat de tot plegat és una aigua de gran qualitat.
Un cop tractada, l'aigua arriba als dipòsits que donaran subministrament a la xarxa. El 1902 la Comunitat Minera Olesana disposava del seu primer dipòsit. Ara, l'aigua arriba a un total de 7 dipòsits que sumen una capacitat de 9.500 metres cúbics, amb instal·lacions modernes i estratègiques que permeten una gran eficiència energètica.
Tota la xarxa de captació, tractament i distribució està controlada telemàticament per millorar la qualitat, seguretat i eficiència.

## Organització[calcitació]
L'Assemblea General de Socis és l'òrgan sobirà de la Comunitat Minera Olesana. Cada any se celebren com a mínim dues assemblees, una ordinària i una extraordinària. El Consell Rector de l'entitat, màxim òrgan de decisió executiva, presenta davant l'Assemblea la memòria econòmica i d'explotació de l'exercici corresponent, les millores realitzades, reposicions i inversions a les infraestructures i serveis als socis/sòcies, a més dels projectes proposats per al proper any.
Aquest Consell Rector està format pel president, sotspresident, secretari, tresorer, comptador i vocals, i inclou també un comité de recursos i un grup d'interventors de comptes.
Dins l'organigrama d'explotació, la Comunitat Minera Olesana disposa d'un director-gerent i de personal d'administració, gestió comercial, control de gestió de consums, tractament d'aigua potable, manteniment de la xarxa i control de qualitat.